# آریل موتور
آریل موتور (انگلیسی: Ariel Motor Company) شرکت خودروسازی بریتانیایی است، که در سال ۱۹۹۱ تأسیس شد.